# Соломидино (Переславский район)
Соломи́дино — село в Пригородном сельском поселении Переславского района Ярославской области при речке Куротне (Смородиновке). Население на 1 января 2007 года — 27 человек.

## История
Владельцами села Соломидино в Новосельском стане были Фёдор Андреевич (Кошка или Свибл) и Андрей Романович. Так как несомненно, что оно существовало при Василии I, то предположение Стромилова, что оно названо в честь великой княгини Соломонии, супруги Василия III, само собою отпадает.
Село поступило в Горицкий монастырь в начале XV века по частям и принадлежало ему до секуляризации 1764 года.
В 1628 году тут была церковь великомученика Александра Перского. В начале второй половины XVII века церковь была перестроена; новая церковь была освящена в честь Покрова Пресвятой Богородицы, но в ней был устроен придел в честь святого Александра Перского. В 1733 году для зимнего времени построена была другая деревянная тёплая церковь в честь Казанской иконы Божией Матери; освящена она была в 1735 году.
В 1785 году с разрешения преосвященного Феофилакта, епископа Переславского, вместо деревянных церквей устроен существующий ныне каменный храм с такою же колокольнею. Престолов в этом храме три: в холодном в честь Покрова Пресвятой Богородицы, в приделе тёплом во имя святого великомученика Александра Римского и в честь Казанской иконы
Пресвятой Богородицы.
В селе Соломидино была школа грамоты.
Служба в церкви прекратилась 12 мая 1940 года.

## Население
| 1859 | 1905 | 1926 | 2007 | 2010 |
| ---- | ---- | ---- | ---- | ---- |
| 258  | ↗300 | ↘276 | ↘27  | ↘14  |